# Glaphyrus panousei
Glaphyrus panousei är en skalbaggsart som beskrevs av Kocher 1957. Glaphyrus panousei ingår i släktet Glaphyrus och familjen Glaphyridae. Inga underarter finns listade i Catalogue of Life.